# Marchand arabe présentant une jument
Marchand arabe présentant une jument, ou Marchand arabe présentant une jument sur le marché, est un tableau orientaliste à l'huile sur bois du peintre français Théodore Chassériau, signé et daté de 1853. Inspiré par une scène de marchandage de chevaux à laquelle Chassériau avait assisté près d'Alger, ce tableau a été créé après son retour à Paris, durant la vague d'arabomanie équestre. Il est conservé au palais des Beaux-Arts de Lille.

## Réalisation
Théodore Chassériau a assisté à une scène de marchandage de chevaux en Algérie, mais il n'a pas réalisé ce tableau sur place. La scène semble inspirée par la ville d'Alger. Ce type de petit tableau orientaliste se vend facilement dans les années 1850. Il fait partie d'une série que Chassériau a réalisée à son retour d'Algérie.

## Description et analyse
La composition du tableau évoque une scène biblique, par « la composition en frise, la ville à l'arrière-plan et la jeune femme portant une amphore ». Ce tableau est typique des œuvres de Chassériau, et illustre l'arabomanie équestre dans le domaine artistique des années 1850 en Europe. La scène représentant un cheval noir à la robe brillante, encadré par des personnages discutant entre eux, et sur la droite une femme portant une cruche sur la tête et une autre serrant son enfant dans les bras, est probablement une vision d'orient fantasmée.